# Hoedown Throwdown
Hoedown Throwdown – siódmy singiel amerykańskiej piosenkarki, aktorki pop Miley Cyrus. Miał swoją premierę 13 lutego 2009 w Radio Disney, a 10 marca na kanale iTunes. Utwór pochodzi z płyty Hannah Montana: The Movie. Autorami piosenki są Adam Anders i Nikki Hassman. Piosenka zadebiutowała na osiemnastym miejscu listy Billboard Hot 100.

## Teledysk
Został wydany 16 lutego na kanale Disney Channel. Choreografem klipu jest Jamal Sims i Miley Cyrus. Wideo przedstawia kadry z kinowej wersji Hannah Montany, na których Miley śpiewa i tańczy w kowbojskim klubie wraz z mieszkańcami Crowley Cornes. Dostępna jest też wersja dwuminutowa ze słowami piosenki, dzięki którym można śpiewać razem z Miley.

## Notowania
| Chart (2009)                 | Peak position |
| ---------------------------- | ------------- |
| Australia ARIA Singles Chart | 20            |
| Kanada Hot 100               | 15            |
| Irlandia Singles Chart       | 10            |
| Niemcy Singles Chart         | 66            |
| Polska Singles Chart         | 49            |
| Norwegia Singles Chart       | 17            |
| UK Singles Chart             | 18            |
| U.S. Billboard Hot 100       | 18            |
| U.S. Billboard Pop 100       | 29            |